# Марли, Дэмиан
Дэ́миан Ро́берт Не́ста Ма́рли (англ. Damian Robert Nesta Marley; 21 июля 1978, Кингстон, Ямайка) — ямайский музыкант, регги-исполнитель, обладатель 3 наград «Грэмми». Дэмиан — младший сын Боба Марли. Мать — победительница конкурса Мисс Мира-1976 Синди Брейкспир. Своё прозвище «Junior Gong» Дэмиан получил от прозвища отца — «Tuff Gong».
Дэмиан выступает с 13 лет. Также, как и большая часть его семьи, он полностью посвятил себя музыке. На данный момент[когда?] Дэмиан записал пять альбомов: Mr. Marley в 1996, Halfway Tree в 2001, Welcome To Jamrock, в 2005, Distant Relatives выпущенный 18 мая 2010 года, совместно с Насиром Джонсом (Nas) и Stony Hill в 2017 стал победителем премии Grammy за лучший альбом регги. В 2002 году Halfway Tree получил награду «Грэмми» в номинации «Лучший регги-альбом». В 2006 году такую же награду получил альбом Welcome to Jamrock, а песня «Welcome to Jamrock» стала лучшей в номинации «Лучшее городское/альтернативное представление» (англ. Best Urban/Alternative Performance).
В 2004 году Дэмиан принял участие в 27-м туре фестиваля «Рутс, рок, регги Боба Марли» (англ. Bob Marley Roots, Rock, Reggae Festival Tour) вместе с четырьмя своими братьями Зигги, Стивеном, Джулианом и Кай-Мани, каждый из которых успешно выступает сольно. Также Дэмиан часто выступает с Джулианом и Стивеном, участниками Ghetto Youths Crew, периодически сотрудничает с музыкантами в других жанрах: в 2004 году вместе с хип-хоп-коллективом Cypress Hill была записана песня Ganja Bus (альбом Till Death Do Us Part), песня Get a Light вместе со Снуп-Доггом, ремикс на песню Now That You Got It Гвен Стэфани, песни Cruise Control Мерайи Кери. В 2010 году вышел его совместный альбом с Насиром Джонсом «Distant Relatives». Также является участником «SuperHeavy», рок-группы, организованной Миком Джаггером в 2011 году. Имеется совместный трек со Skrillex под названием «Make It Bun Dem» (один из саундтреков к игре Far Cry 3).

## Семья
Отец, Боб Марли — музыкант, автор песен, вокалист, гитарист; братья музыканты: Зигги, Стивен и Кай-Мани. Кроме того, по матери у него есть сводные брат и сестра Кристиан (1982) и Лия (1986) от ямайского сенатора Тома Тавареса-Финсона.
Дэмиан имеет ямайские, английские, канадские и еврейские корни.